# ノア・チヴタ
ノア・シコンベ・チヴタ（Noah Sikombe Chivuta、1983年12月25日 - ）は、ザンビアのサッカー選手。元ザンビア代表。ポジションはMF。

## クラブ歴
主に南アフリカ共和国のクラブに所属し、プレミアサッカーリーグで出場を重ねた。
2013年にタイ・ディヴィジョン1リーグに所属するナコーンラーチャシーマーFCに移籍、同クラブのタイ・プレミアリーグ昇格に貢献した。この昇格によって彼はザンビアの選手として始めてタイ・ディヴィジョン1リーグを制した選手となり、プレミア昇格後も効果的な動きを見せ活躍した。

## 代表歴
2007年9月のCOSAFAキャッスルカップ、モザンビーク代表戦で初出場。
その後、アフリカネイションズカップに三回出場、2012年大会では初優勝を齎したメンバーの一人となった。

## タイトル

### クラブ
ナコーンラーチャシーマー
- タイ・ディヴィジョン1リーグ: 2014

### 代表
ザンビア
- アフリカネイションズカップ: 2012